# Boghiș
Boghiș (in ungherese Szilágybagos) è un comune della Romania di 1 892 abitanti, ubicato nel distretto di Sălaj, nella regione storica della Transilvania. 
Il comune è formato dall'unione di 2 villaggi: Boghiș e Bozieș.
Boghiș è divenuto comune autonomo nel 2005, staccandosi dal comune di Nușfalău.